# Diploschistes sticticus
Diploschistes sticticus är en lavart som först beskrevs av Körb., och fick sitt nu gällande namn av Johannes Müller Argoviensis. Diploschistes sticticus ingår i släktet Diploschistes och familjen Graphidaceae.   Inga underarter finns listade i Catalogue of Life.